# Особняк Зайцева
Особняк Зайцева (англ. Особняк Зайцева) — памятник архитектуры в Печерском районе Киева. Расположен на углу улиц Грушевского и Шелковичной (старый адрес — улица Александровская, 17). Построен архитектором Владимиром Николаевым в 1897 году в стиле неоклассицизм. Особняк является одним из характерных образцов застройки Липок конца XIX — начала XX веков.

## История
Первым владельцем крупной усадьбы между улицами Грушевского, Шелковичной и Липской был губернский предводитель дворянства Демьян Демьянович Оболонский. Площадь усадьбы составляла 2685 кв. саженей (1,22 га), здесь был большой сад со стороны улиц Липской и Шелковичной, стояли жилые и служебные флигели, а на месте современного дома по улице Грушевского, 22, стоял одноэтажный деревянный особняк. Демьян Оболонский вместе с женой, хотя и были из состоятельных семей, были склонны к расточительству и в конце концов разорились. Оболонский умер в начале 1830-х годов и уже в 1833 году его вдова продала имение генерал-лейтенанту Григорию Белоградскому. После смерти генерала, усадьба по его завещанию перешла в собственность к Наталье Михайловне Каневской, однако последняя уже в 1861 году продала её Ф. В. Ивенсену и его жене Т. П. Ивенсен. После смерти Ф. В. Ивенсена, его вдова в начале 1880-х годов начала продавать усадьбу по частям, возможно, с целью выплатить долги мужа. Таким образом, участок по улице Липской, 4 купил купец первой гильдии М. Закс, а по Грушевского, 22 — поручик в отставке В. Миклашевский, по Шелковичной, 3 — архитектор Владимир Николаев, а краеугольную участок по улице Александровской (современная Грушевского), 17 — Левашовской (современная Шелковичная), 1 приобрел сахаропромышленник Маркус Ионович Зайцев. 24 мая 1897 Зайцев начал строить на участке свой особняк, автором проекта которой был архитектор Владимир Николаев.
Зайцевы жили в особняке до 1918 года, потому что не хотели оставлять свою недвижимость и надеялись, что бурные времена пройдут. Но в конце концов семья выехала в Одессу, оставив не только недвижимость, но и всю мебель, и взяв с собой только драгоценности. С 1919 года бывший особняк Зайцевых заняло консульство Китая, из-за чего дом избежал разгрома и ограбления во время беспорядков и смены власти. Сохранилось описание имущества, датированное 25 ноября 1920 года: среди мебели есть 24 мягких гарнитурных стульев, 36 мягких кресел, 14 гардеробных шкафов, 17 диванов, шкаф библиотечный с книгами, пианино и рояль, бильярд, 7 зеркал, 10 люстр и т. д.
После захвата Киева поляками здесь также проживал главнокомандующий генерал Эдвард Рыдз-Смиглы с женой. С установлением советской власти особняк был национализирован, но до 1922 года там продолжало находиться китайское консульство. В августе 1922 года коммунальный отдел Киевского губисполкома отдал дом в аренду на пять лет Управлению уполномоченного Наркомата иностранных дел. Здесь поселились сотрудники НКИД, а в конце 1920-х и до середины 1930-х годов здесь находилось консульство Республики Польша, возглавляемое председателем польской миссии Рожковским.
После Второй мировой войны в особняке находилось общество «Знание» УССР. Позже, вместе с соседними домами в квартале, бывший особняк Зайцевых перешел в собственность Совета министров УССР и был объединен с усадьбой бывшего особняка на улице Грушевского, 22 в единый комплекс. Используется как ведомственная столовая.

## Архитектура
Дом кирпичный, одноэтажный, прямоугольный в плане. Фасады штукатуренные, окрашенные в светлые тона, имеют достаточно сдержанное убранство в стиле неоклассицизма — гладкие пилястры, плоскую рустовку стен, подоконные вставки с меандром, лепленный карниз. Крыша четырёхскатная, со стеклянным световым фонарем посередине, опоясанный балюстрадой позднего происхождения.
Главный фасад выходит на улицу Шелковичную. Здание имеет одиннадцать окон, симметрично разделенными тремя псевдоризалитами, выступающие за плоскость стены, в центре и по бокам. Окна прямоугольные, почти без отделки. По авторским чертежам Николаева на главном фасаде также предусматривались псевдоантичные парапеты с балюстрадой, на краях парапета — пальметты на тумбах.
Парадный вход расположен в центральном ризалите главного фасада. Когда-то его прикрывал металлический навес на чугунных столбах. Сохранились двустворчатые парадные двери с треугольным фронтончиком и остекленной фрамугой, украшенные по ордерной схеме.
Боковой фасад, выходящий на улицу Грушевского, имеет аналогичный декор и семь окон. В центре фасада — ризалит на три окна, украшенный треугольными сандриками. Сначала в ризалите находилось широкое крыльцо с боковыми лестнице в сад, отделенное стальными решетками на кирпичном цоколе от тротуара. Позже, когда этот и соседние особняки перешли в государственную собственность, весь квартал со стороны улицы Грушевского был обнесен металлическим глухим забором.
Два других фасады отделаны значительно скромнее. Юго-западный, дворовый фасад имеет крыльцо с лестницей на хозяйственный двор, отделенное от улицы Шелковичной решеткой с воротами. Во дворе, по периметру усадьбы, сохранились двухэтажные служебные здания; в 1910-х годах вплотную к ним был построен торцом доходный дом.

## Планирование
Дом имеет анфиладное планировку помещений с периметральным расположением комнат. Две внутренние капитальные продольные стены делят план дома поровну. Сохранились лепнина потолков и карнизов, кафельные печи и другие детали отделки. В полуподвальном помещении, куда вели внутренние лестницы, располагались комнаты для прислуги, кладовые и две кухни — для хозяев и для прислуги.